# María Rosa Salgado
María Rosa Salgado (Madrid, 20 de abril de 1929 - ibídem, 11 de marzo de 1995) fue una actriz española. Apareció en una veintena de películas como en El cebo o El inquilino. 
Obtuvo la oposición familiar pero desde muy joven trabaja como modelo, la cual se matriculó después como alumna de interpretación en el Instituto de Investigaciones y Experiencias Cinematográficas (I.I.E.C.), y en el Real Conservatorio de Música. Fue descubierta por el realizador José Díaz Morales, y debuta ante las cámaras a las órdenes de este con un papel secundario en El capitán de Loyola (1949).
A principios de la década de 1950 se mudó a Hollywood para comenzar con su lanzamiento como estrella internacional. Tras el fracaso de la iniciativa, regresó a España y se retiró de la actuación en 1960, después de su matrimonio con el torero José González Lucas, más conocido como Pepe Dominguín. Regresó brevemente al cine y al teatro después de su separación, incluyendo actuaciones en papeles para directores como Jorge Grau ("Chica de club"), Manuel Gutiérrez Aragón ("Sonámbulos") y Jaime Chávarri ("A un dios desconocido").

## Filmografía
| Año  | Título                            | Función                | Notas                       |
| ---- | --------------------------------- | ---------------------- | --------------------------- |
| 1949 | El capitán de Loyola              | Infanta Catalina       |                             |
| 1949 | Paz                               | Novia de Raúl          |                             |
| 1950 | La niña de Luzmela                |                        |                             |
| 1950 | El hijo de la noche               | Manía                  |                             |
| 1950 | Don Juan                          | Doña Iñés de Ulloa     |                             |
| 1950 | La noche del sábado               | Donina                 |                             |
| 1951 | Balarrasa                         | Mayte Mendoza          |                             |
| 1951 | El negro que tenía el alma blanca | Emma Cortadel          |                             |
| 1951 | La señora de Fátima               | Helena                 |                             |
| 1951 | Séptima página                    | Isabel                 |                             |
| 1957 | El inquilino                      | Marta                  |                             |
| 1958 | Historias de la feria             | Susette                |                             |
| 1958 | Rapsodia de sangre                | Lenina Kondor - Maria  |                             |
| 1958 | El cebo                           | Frau Heller            |                             |
| 1960 | María, matrícula de Bilbao        | Amparo                 |                             |
| 1970 | Chicas de Club                    | Madrina                |                             |
| 1972 | Fuenteovejuna                     | Los Reyes Católicos    |                             |
| 1975 | El teatro                         | Reina Isabel           | TV Series                   |
| 1977 | A un dios desconocido             | Adela                  |                             |
| 1978 | Carne apaleada                    | Funcionaria de prisión |                             |
| 1978 | Sonámbulos                        | María Rosa Gala        | (Función de película final) |